# 古谷英一
古谷 英一（ふるや ひでかず、1970年（昭和45年）9月17日 - ）は、TBSテレビコンテンツ制作局コンテンツソリューション部長。同局旧制作局バラエティ制作部所属の番組プロデューサー。静岡県静岡市出身。

## 略歴
- 静岡県立静岡高等学校[1]、早稲田大学政治経済学部卒業後[要出典]、1994年にTBSへ入社。ラジオ営業局に配属の後、1997年テレビ制作局ディレクターへ異動。2003年に結婚。
- 『うたばん』には裏方ながらリポーター、修行僧、白馬に乗った王子様などあらゆる姿で登場。綾小路きみまろもどきの綾小路うたまろではTBSに飽き足らず、『SmaSTATION-3』（テレビ朝日）にも出演した。
- 2009年8月まで約1年間ニューヨークに派遣留学していた。
- 2009年9月から『うたばん』、同年10月『Goro's Bar Presents マイ・フェア・レディ』のプロデューサーとして制作現場に復帰。
- 2015年3月から一部の番組でマネージメントプロデューサーに昇格した。
- 2017年1月に制作1部長代理兼マネージメントプロデューサーに昇格した。
- 2018年7月から担当していた番組を吉橋隆雄マネージメントプロデューサーに引き継ぎ、TBSホールディングス総合戦略局総合編成部長に昇格した。
- 2020年7月にTBSテレビに出戻り、コンテンツ制作局コンテンツソリューション部長に昇格し、現職。

## 担当番組

### 現在
- 特番
  - ウンナン極限ネタバトル! ザ・イロモネア 笑わせたら100万円（プロデューサー、2013年1月～）
  - ハロウィン音楽祭（マネージメントプロデューサー）
  - 歌のゴールデンヒット オリコン1位の50年間（マネージメントプロデューサー）

### 過去
- レギュラー
  - ここがヘンだよ日本人（ディレクター）
  - うたばん（ディレクター・演出⇒留学のため一時離脱後プロデューサーで復帰）
  - サバイバー日本版（チーフディレクター）
  - U-CDTV（O-CDTVコーナープロデューサー）
  - 吾郎の細道→吾郎のソナタ（プロデューサー）
  - 週刊アサ(秘)ジャーナル（プロデューサー）
  - Goro's Bar（企画⇒プロデューサー・総合演出⇒留学のため途中で離脱）
  - Goro's Bar Presents マイ・フェア・レディ（プロデューサー・総合演出）
  - ザ・ミュージックアワー（プロデューサー）
  - G.I.ゴロー（総合演出・プロデューサー）
  - 哀愁探偵1756（プロデューサー）
  - カミスン!（プロデューサー）
  - 火曜曲!（プロデューサー⇒担当プロデューサー）
  - リシリな夜（プロデューサー・出演）
  - Sing! Sing! Sing!（プロデューサー）
  - 直撃!コロシアム!! ズバッと!TV（プロデューサー）
  - COUNT DOWN TV（ディレクター⇒一時離脱⇒マネージメントプロデューサー）
  - Good Time Music（マネージメントプロデューサー）
  - Momm!!（担当プロデューサー⇒マネージメントプロデューサー）
  - ゴロウ・デラックス（マネージメントプロデューサー）
  - なかい君の学スイッチ（マネージメントプロデューサー）
  - ふるさとの夢（マネージメントプロデューサー）
- 月一回番組
  - 別冊アサ秘ジャーナル（プロデューサー⇒制作⇒一時離脱⇒マネージメントプロデューサー）
  - ライブB♪（マネージメントプロデューサー）
- 特番
  - 次長課長のヨイショ!（プロデューサー・総合演出）
  - 日本有線大賞（チーフディレクター⇒マネージメントプロデューサー）
  - お笑いDynamite!（2011年、プロデューサー）
  - 第54回輝く!日本レコード大賞（中継プロデューサー）
  - Kiss My Fake（プロデューサー）
  - 音楽の日（プロデューサー⇒マネージメントプロデューサー）
  - 山里&マツコ・デトックス（マネージメントプロデューサー）
  - クリスマス音楽祭（マネージメントプロデューサー）

## 同期入社
- 今井夏木（コンプライアンス室、以前は制作1部）
- 角田陽一郎
- 升田尚宏（事業局赤坂サカス推進部、以前は編成局アナウンス部）
- 進藤晶子（2001年退社）
- 長岡杏子（編成局アナウンス部）